# Берёза мингрельская
Берёза мингрельская (лат. Betula megrelica) — вид растений рода Берёза (Betula) семейства Берёзовые (Betulaceae).

## Распространение и экология
В природе ареал вида охватывает Грузию (Мегрелия).
Произрастает в лесах субальпийского пояса.

## Ботаническое описание
Дерево средней величины со стоячими вверх ветвями и серой корой. Годовалые веточки бурые, угловатые, с чёрными желёзками, крупными чечевичками и рассеянными длинными белыми волосками; кора трёх—четырёхлетних ветвей от пепельно- до тёмно-серой; более старых — орехового окраса.
Листья яйцевидные, длиной 3—7 см, шириной 1,7—5,7 см, при основании округлые или слегка сердцевидные, постепенно суживающиеся, заострённые, по краю тупо дважды пильчатые, сверху голые или с редкими волосками, внизу более бледные, на коротких (длиной 4—16 мм), рассеянно пушистых с чёрными желёзками черешках.
Тычиночные серёжки образуют на концах ветвей короткую кисть. Пестичные серёжки сидячие, не опадающие до следующего лета. Прицветные чешуи по краю волосистые, клиновидные, трёхлопастные, с линейно-продолговатыми, тупыми долями, средняя вдвое длиннее оттопыренно-простёртых боковых.
Орешек почти ланцетный с очень узкими крыльями.

## Таксономия
Вид Берёза мингрельская входит в род Берёза (Betula) подсемейства Берёзовые (Betuloideae) семейства Берёзовые (Betulaceae) порядка Букоцветные (Fagales).
|  |                                      |  |                                                             |                                                             |                     |  | ещё 7 семейств (согласно Системе APG II) | ещё 7 семейств (согласно Системе APG II)                   |                                                            |  |  |  | ещё 1—2 рода        | ещё 1—2 рода            |  |  |
|  |                                      |  |                                                             |                                                             |                     |  | ещё 7 семейств (согласно Системе APG II) | ещё 7 семейств (согласно Системе APG II)                   |                                                            |  |  |  | ещё 1—2 рода        | ещё 1—2 рода            |  |  |
|  |                                      |  |                                                             | порядок Букоцветные                                         |                     |  |                                          |                                                            | подсемейство Берёзовые                                     |  |  |  |                     | вид Берёза мингрельская |  |  |
|  |                                      |  |                                                             | порядок Букоцветные                                         |                     |  |                                          |                                                            | подсемейство Берёзовые                                     |  |  |  |                     | вид Берёза мингрельская |  |  |
|  | отдел Цветковые, или Покрытосеменные |  |                                                             |                                                             | семейство Берёзовые |  |                                          |                                                            | род Берёза                                                 |  |  |  |                     |                         |  |  |
|  | отдел Цветковые, или Покрытосеменные |  |                                                             |                                                             |                     |  |                                          |                                                            |                                                            |  |  |  |                     |                         |  |  |
|  |                                      |  | ещё 44 порядка цветковых растений (согласно Системе APG II) | ещё 44 порядка цветковых растений (согласно Системе APG II) |                     |  |                                          | ещё одно подсемейство, Лещиновые (согласно Системе APG II) | ещё одно подсемейство, Лещиновые (согласно Системе APG II) |  |  |  | ещё более 110 видов |                         |  |  |
|  |                                      |  |                                                             | ещё 44 порядка цветковых растений (согласно Системе APG II) |                     |  |                                          |                                                            | ещё одно подсемейство, Лещиновые (согласно Системе APG II) |  |  |  |                     |                         |  |  |